# Джованнони, Густаво
Густаво Джованнони (итал. Gustavo Giovannoni; 1 января 1873, Рим — 15 июля 1947, Рим) — архитектор и инженер итальянского новеченто, теоретик и практик урбанизмa; вместе с Марчелло Пьячентини считается одним из главных создателей так называемой «фашистской архитектуры» (architettura fascista).

## Биография
Последователь архитектора, историка и теоретика архитектуры Камилло Бойто, сразу после окончания в 1895 году Римского университета по гражданскому строительству Джованнони ориентировал свою деятельность по двум основным направлениям: строительному и академическому (последним он занимался в качестве ассистента в Инженерной школе — Scuola d’Ingegneria). Кроме того он уделял время историческим исследованиям и теории архитектуры. На этом основании современники считали Джованнони «величайшим знатоком» истории итальянской архитектуры.
В 1913 году Густаво Джованнони возглавил кафедру общей архитектуры Королевской прикладной школы инженеров (Regia Scuola di Applicazione per Ingegneri); между 1914 и 1915 годами вместе с Лео Монтекки он был «регентом» футбольного клуба «Лацио»; между 1927 и 1935 годами руководил Римской школой архитектуры и был одним из главных организаторов первого университетского факультета архитектуры в Италии, где он возглавил кафедру обследования и реставрации памятников. Как преподаватель и как ученый он обращал особенное внимание на современный город, придавая большое значение формированию и распространению знаний о городском планировании. Многие идеи он смог реализовать в архитектурном плане города Форли, который должен был стать, как и «Город дуче», витриной фашистского режима, маленьким Римом.
Джованнони участвовал в основании Института римских исследований (Istituto di Studi Romani); был членом совета директоров Римского филологического общества и членом многих академических институтов, таких как Римское общество отечественной истории. Его первые выступления касаются проектов некоторых зданий, предназначенных для производственной деятельности и жилого строительства. В 1921 году в сотрудничестве с Марчелло Пьячентини он основал журнал «Архитектура и декоративные искусства» (Architettura e Arti Decorative), который издавался до 1931 года.
В том же году он был командирован в Афины на международную конференцию, организованную Лигой Наций с целью составления первой «карты международной реставрации», чтобы помочь Греции в восстановлении Парфенона.
В своих исследованиях Джованнони занимался строительными и стилистическими аспектами, проливая свет на пространственные проблемы, тем самым сумев подойти к темам истории архитектуры и других художественных дисциплин. Другой важной темой были отношения между новым и древним, то есть между историчностью и современностью зданий: на практике это предлагало функциональные корректировки нового и древнего. Он заявлял о важности «научно-филологической реставрации», сохраняющей как памятник, так и окружающую его историческую среду в каждом отдельном случае по особой методике. Эти принципы он реализовал во многих практических работах в Риме и других городах Италии.
- Бывшая пивоварня «Peroni» на улице Виа Мантова, Риме. 1909
- Церковь Дельи-Анжели-Кустоди, Рим. 1920
- Палацетто Торлониа. Рим. 1908—1909
- Вилла Кальдераи. Рим. 1910
- Церковь Санто-Стефано-дельи-Абиссини. Ватиканские сады. 1931
- Церковь Сан-Доменико. Орвието. 1934